# 篠崎北出入口
篠崎北出入口（しのざききたでいりぐち）は、福岡県北九州市小倉北区にある北九州高速道路1号線のインターチェンジ。
下到津方面にのみ接続するハーフインターチェンジである。

## 道路
- 北九州高速1号線 (106)

## 料金所

### 門司・馬場山・戸畑方面
- ブース数：2
  - ETC専用：1
  - 一般：1

2011年10月15日午前11時より篠崎北料金所の一般レーン（普通車の硬貨・千円札での支払いのみ）において自動収受機の運用を開始した。
なお、ETCカード（手渡し）や障害者割引利用者・大型車・二千円札以上の紙幣での支払いは引き続き係員が対処する。また、自動収受機の機械はアマノ製で、駐車場の精算機に似たものとなっている。

## 周辺
- 紫川

## 隣
北九州高速1号線
(105)篠崎南出入口 - (JCT)紫川JCT - (106)篠崎北出入口 - (107)大手町出入口 - (108)勝山出入口